# Wet giraal effectenverkeer
De Wet giraal effectenverkeer werd in 1977 tot stand gebracht door Wim Duisenberg. Deze wet maakt een stelsel van giraal effectenverkeer wettelijk mogelijk. Effecten komen in administratief beheer van een centraal instituut. Via dit centrale instituut worden beurstransacties afgehandeld. De Nederlandse overheid houdt toezicht op het centrale instituut. Deze wet werd voorbereid door de Commissie Giraal Effectenverkeer onder voorzitterschap van H.E. Ras.